# Sopdu

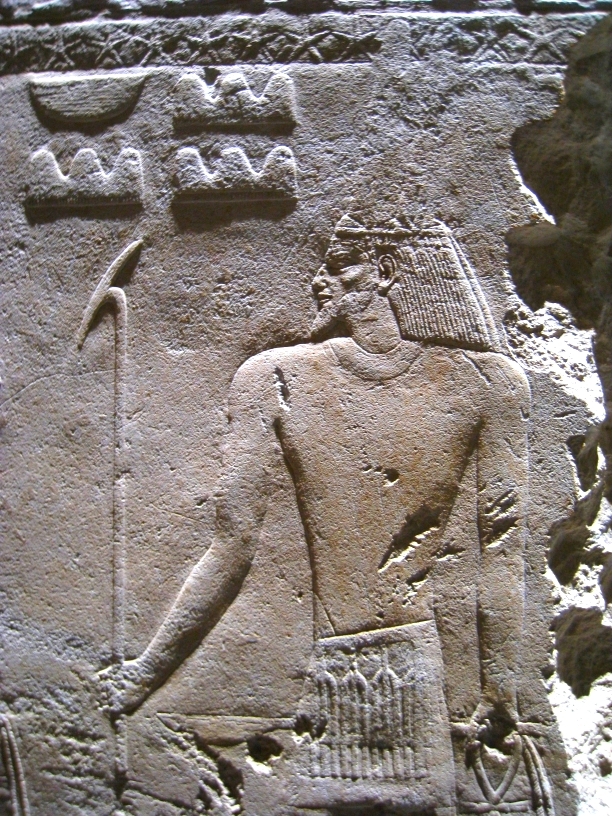
El dios guerrero Sopdu.

Sopdu (Sopedu, Sepdu o Septu) fue un dios guerrero en la mitología egipcia, defensor de la frontera oriental. Inicialmente fue identificado con el ardiente calor del sol veraniego, que para los antiguos egipcios tenía connotaciones bélicas. Era un dios halcón y sus apodos tenían que ver con su poder penetrante: “Agudo”, “Afilado” o “Cortante”. 
En el extremo oriental de Egipto se le denominaba “Señor del Este”, “Azote de los asiáticos” o “Señor de los extranjeros del desierto oriental” en cuanto defensor de los desiertos en la península del Sinaí, la puerta de Asia Menor a Egipto. 
Cuando los egipcios conquistaron el Sinaí, pasó a ser también guardián de las minas de turquesas, que se encontraban en esa zona. Era hijo de Sotis.

## Iconografía
Se le representaba como a un guerrero asiático, con una faja shemset, un faldellín de placas y tiras de cuero, y se le situaba como guardián de las fronteras orientales. Lleva una barba semítica, sin bigote, con las patillas muy remarcadas, una joya alrededor de la cabeza y dos altas plumas. En las manos porta el uas y el anj. A veces, tiene cabeza de halcón y lleva un disco solar sobre una luna creciente en la cabeza. 
En época tardía pasó a ser representado como un halcón posado en el suelo, como aparece en su jeroglífico, con dos altas plumas sobre la cabeza, también con aspecto enrejado, y una diadema al cuello. Está delante de una pirámide alargada que representa los rayos del sol cuando sale por el Este.
|  |

|  |

|  |

|  |

|  |

|  |

|  |

|  |

## Mitología
El nombre de Sopdu (con Soped) deriva del calor que llega después de que la estrella Sirio alcance el orto helíaco (su primera aparición en el horizonte después de un periodo de invisibilidad). El calor nace al mismo tiempo que la estrella hace su aparición, de ahí la expresión “con Soped”, y que este pudiera ser la deificación de Sirio.
En los Textos de las Pirámides aparece relacionado con los dientes del rey, afilados y cortantes como Sopedu cuando se convierte en dios estrella.
En el Imperio Medio, como dios guerrero, fue protector del faraón y representado como hombre barbado con dos plumas de halcón como corona, acercándose mucho a Horus como divinidad celeste, ya que Sopedu también fue representado como halcón con las dos plumas verticales sobre la cabeza. En el Imperio Nuevo se había convertido en algunos lugares en Har-Septu, un aspecto de Horus.

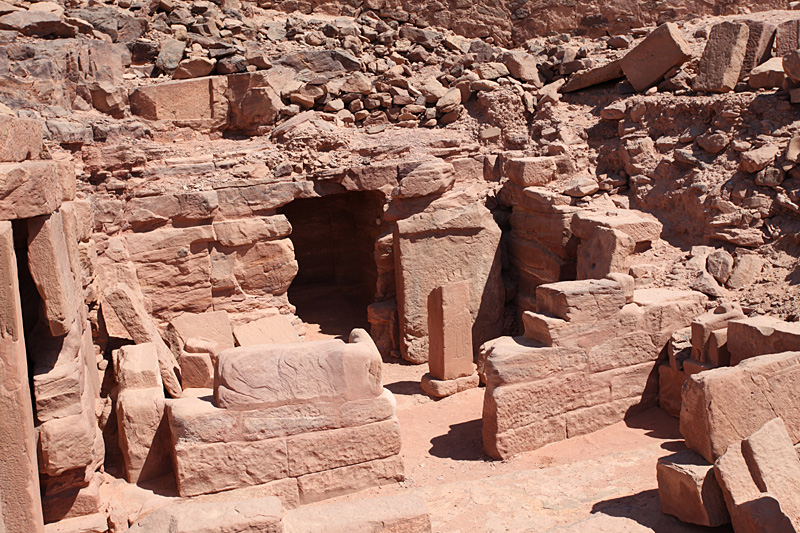
Restos de una capilla dedicada a Sopdu en Serabit el-Jadim.

Se le consideraba el marido de Jensit, una diosa menor hija de Ra, representada con un uraeus.

## Culto
El mayor centro de culto dedicado a Sopdu estuvo en el nomo más oriental del Bajo Egipto, que fue llamado Per-Sopdu, que significa Casa de Sopdu. Tuvo santuarios en los asentamientos egipcios de la península del Sinaí, en las minas de turquesas en Serabit el-Jadim.

## Nomode Sopdu

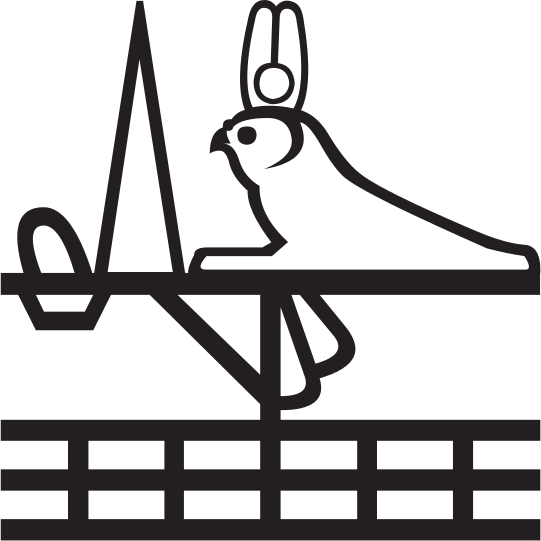
Emblema del nomo XX.

Sopdu, Sepdu o Sepdu-kemhes era el nombre del nomo XX del Bajo Egipto, conocido más tarde como Phakusa (en árabe). Fue el último nomo en ser creado, como una segregación del nomo XVIII, y estaba situado al este del delta del Nilo, entre Qantir y Bubastis.
Su primera capital fue Per-Sopdu, situada al sudeste de la moderna Zagazig y de la antigua Bubastis. Su nombre quería decir Casa de Sopdu. Más tarde, la capital pasó a Arsinoe, la moderna Fakussa (Pakhussa o Phakusa). Sopdu fue el dios principal de la ciudad y del nomo. Tenía forma de halcón y fue adorado especialmente durante la dinastía XXII.